# Wisława Szymborska
Wisława Szymborska, właśc. Maria Wisława Szymborska-Włodek (ur. 2 lipca 1923 na Prowencie, obecnie część Kórnika, zm. 1 lutego 2012 w Krakowie) – polska poetka, eseistka, krytyczka, tłumaczka, felietonistka; laureatka Nagrody Nobla w dziedzinie literatury (1996), dama Orderu Orła Białego.
Od 1929 Wisława Szymborska mieszkała w Krakowie, gdzie debiutowała w 1945 na łamach „Dziennika Polskiego” wierszem Szukam słowa. W 1952 w Spółdzielni Wydawniczej „Czytelnik” wydała pierwszy tom poetycki Dlatego żyjemy, w tym samym roku została członkinią Związku Literatów Polskich. W latach 1953–1966 była kierowniczką działu poezji tygodnika „Życie Literackie”, następnie w latach 1967–1981 publikowała w nim felietony Lektury nadobowiązkowe, które pisała do 2002. W 1983 nawiązała współpracę z „Tygodnikiem Powszechnym”. Współzałożycielka Stowarzyszenia Pisarzy Polskich (1989), członkini Polskiej Akademii Umiejętności (1995). Od 1988 była członkinią PEN Clubu, a od 2001 członkinią honorową Amerykańskiej Akademii Sztuki i Literatury.

## Życiorys
Maria Wisława Anna Szymborska urodziła się na Prowencie, czyli folwarku (obszarze dworskim, który wówczas stanowił odrębną jednostkę administracyjną pomiędzy Kórnikiem a Bninem) położonym na południe od zamku w Kórniku, nad Jeziorem Kórnickim w Poznańskiem. Była drugą córką Wincentego Szymborskiego, polityka narodowo-demokratycznego, byłego wiceprezydenta Rzeczypospolitej Zakopiańskiej oraz zarządcy dóbr hrabiego Władysława Zamoyskiego, i Anny Marii z domu Rottermund (1890–1960). Rodzice Szymborskiej przenieśli się w styczniu 1923 z Zakopanego do Kórnika, dokąd hrabia Zamoyski wysłał Szymborskiego w celu uporządkowania spraw finansowych jego tamtejszej posiadłości. Po śmierci hrabiego w 1924, rodzina Szymborskich zamieszkała w Toruniu, a od 1929 w Krakowie, w kupionej przy ul. Radziwiłłowskiej 29 kamienicy. Wisława Szymborska uczęszczała tam początkowo do Szkoły Powszechnej im. Józefy Joteyko przy ul. Podwale 6, a następnie od września 1935 do Gimnazjum Sióstr Urszulanek przy ul. Starowiślnej 3-5.
Po wybuchu II wojny światowej kontynuowała naukę na tajnych kompletach, w 1941 zdała maturę. Od roku 1943 zaczęła pracować jako urzędniczka na kolei, by uniknąć wywiezienia na roboty do Rzeszy. W tym też czasie po raz pierwszy wykonała ilustracje do książki (podręcznik języka angielskiego First steps in English Jana Stanisławskiego) i zaczęła pisywać opowiadania oraz z rzadka – wiersze.
Od 1945 brała udział w życiu literackim Krakowa, do 1946 należała do grupy literackiej „Inaczej”. Według wspomnień poetki największe wrażenie wywarł na niej Czesław Miłosz. W tym samym roku podjęła studia polonistyczne na Uniwersytecie Jagiellońskim, by następnie przenieść się na socjologię. Studiów jednak nie ukończyła ze względu na trudną sytuację materialną.
W 1953 sygnatariuszka Rezolucji Związku Literatów Polskich w Krakowie w sprawie procesu krakowskiego popierającej skazanie na karę śmierci w sfingowanym procesie: Edwarda Chachlicę, Michała Kowalika i księdza Józefa Lelitę.
W 1957 Szymborska nawiązała kontakty z paryską „Kulturą” i Jerzym Giedroyciem. W 1964 znalazła się wśród sygnatariuszy sfałszowanego przez władze protestu potępiającego Radio Wolna Europa za nagłośnienie Listu 34. W latach 1945–1966 była członkinią Polskiej Zjednoczonej Partii Robotniczej (PZPR). W 1975 podpisała protestacyjny List 59, w którym czołowi polscy intelektualiści protestowali przeciwko zmianom w konstytucji, wprowadzającym zapis o kierowniczej roli PZPR i wiecznym sojuszu z ZSRR, a w styczniu 1978 podpisała deklarację założycielską Towarzystwa Kursów Naukowych.
W pierwszych latach istnienia Studium Literacko-Artystycznego, odbywającego się na UJ, prowadziła na nim warsztaty poetyckie.
Od 1962 była członkinią Stowarzyszenia Autorów ZAiKS, od 1998 członkinią honorową.
Została członkinią komitetu poparcia Bronisława Komorowskiego przed przyspieszonymi wyborami prezydenckimi 2010.
W listopadzie 2011 Szymborska przeszła poważną operację. Zmarła 1 lutego 2012 w czasie snu w swoim mieszkaniu przy ulicy Piastowskiej w Krakowie. Przyczyną śmierci był rak płuc. Informację o śmierci Szymborskiej przekazał jej sekretarz Michał Rusinek. Pogrzeb poetki odbył się 9 lutego 2012. Zgodnie z jej wolą urna z prochami została złożona w grobie rodzinnym na cmentarzu Rakowickim (kwatera GD-10-10). Pogrzeb miał charakter świecki.

## Życie prywatne
W kwietniu 1948 wyszła za mąż za poetę Adama Włodka, zamieszkali w Domu Literatów przy ul. Krupniczej 22. Klimat środowiska miał inspirujący wpływ na twórczość poetki. Z mężem rozwiodła się w 1954. Od października 1967 była związana z pisarzem Kornelem Filipowiczem aż do jego śmierci w 1990 (nie łączyły ich jednak nigdy związek małżeński ani wspólne mieszkanie). Filipowicz cieszył się autorytetem i wychowywał młodych pisarzy. Para odbywała rejsy kajakowe, wakacje spędzała w Papierni i Olejnicy, zbierała grzyby czy łowiła ryby na Dunajcu, Skawie czy Rabie, w okolicach Nowego Sącza i Poznania.
Nałogowo paliła papierosy.

## Twórczość literacka

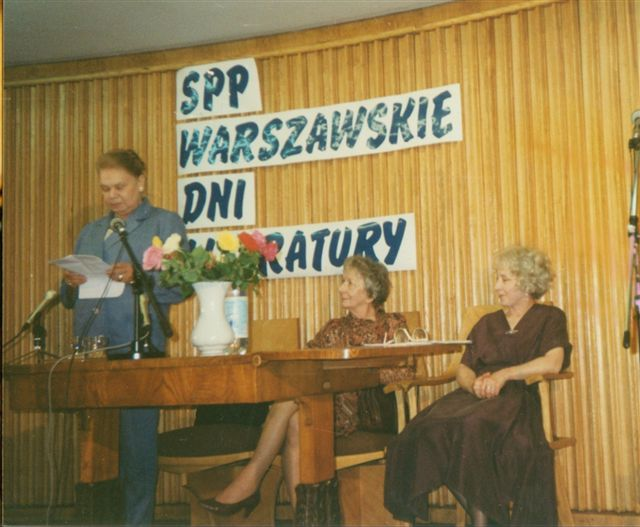
Julia Hartwig, Wisława Szymborska i Anna Polony – jedno ze spotkań organizowanych przez Stowarzyszenie Pisarzy Polskich (Warszawa, 8 maja 1993)

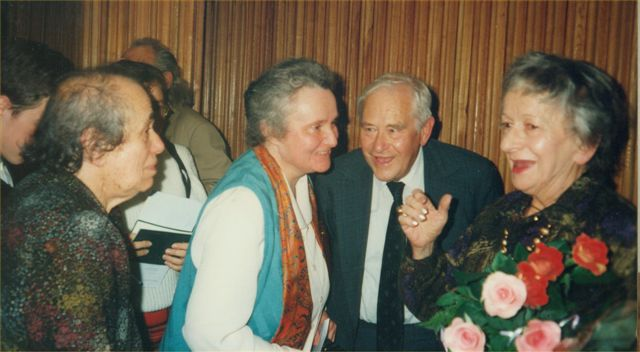
Irena Szymańska, Małgorzata Baranowska, Ryszard Matuszewski, Wisława Szymborska – Polski PEN-Club (Warszawa, wrzesień 1996)

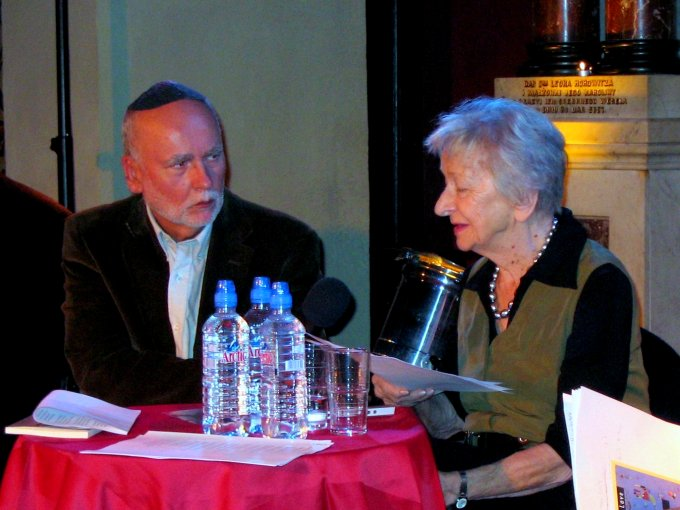
Wisława Szymborska z Adamem Zagajewskim, podczas wieczoru autorskiego (Kraków, 2005)

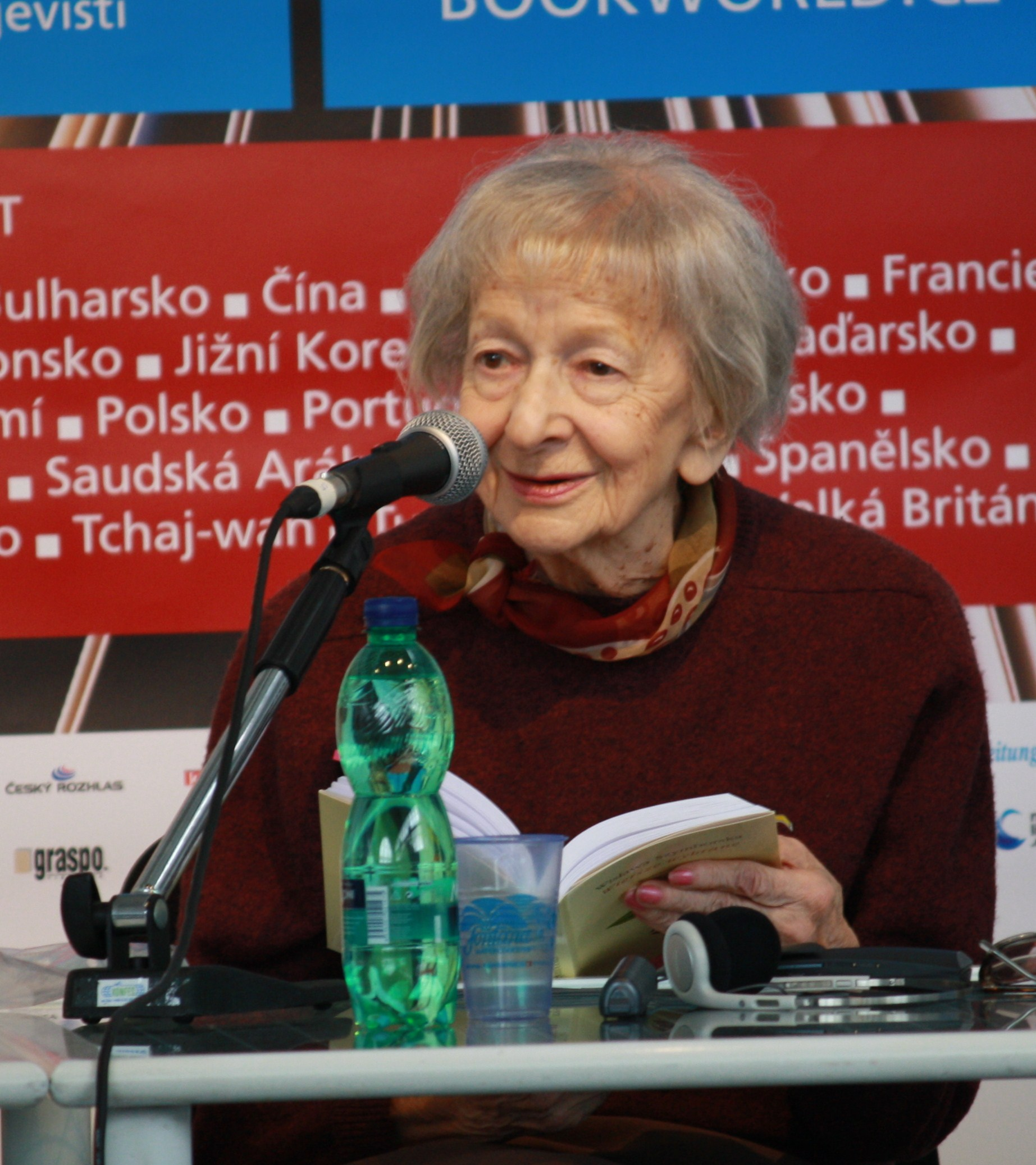
Wisława Szymborska na targach książki Svět knihy (Praga, 2010)

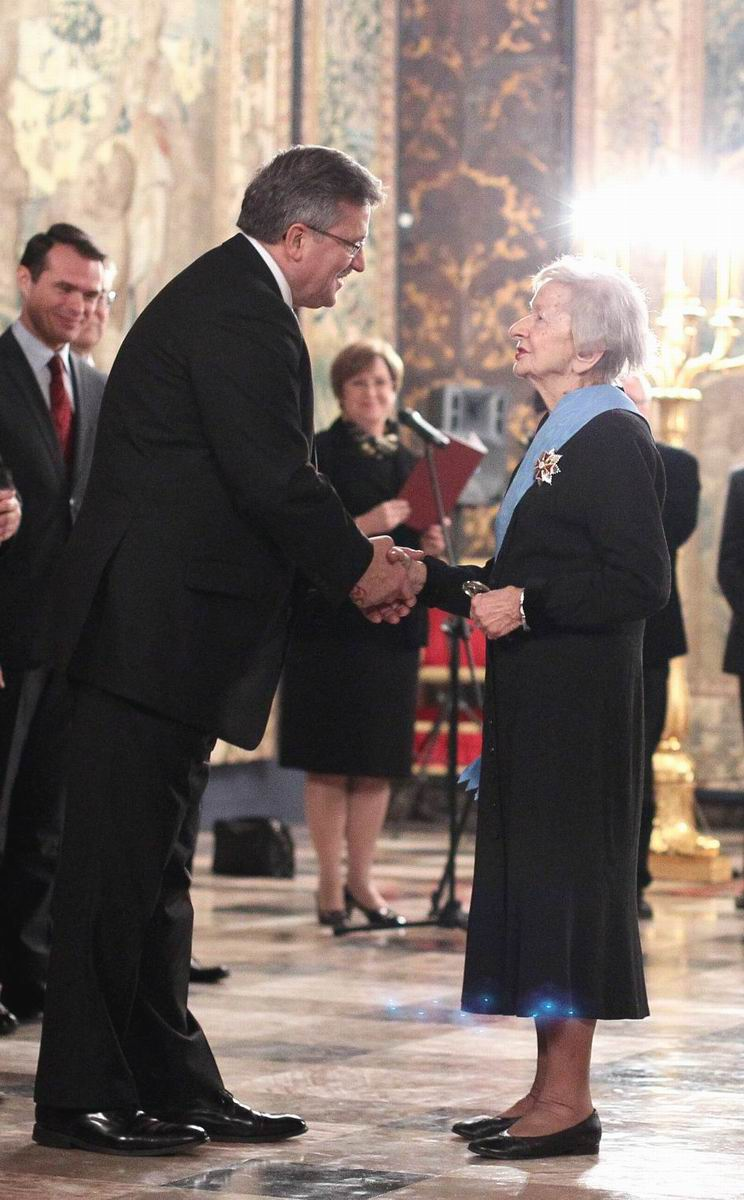
Wisława Szymborska otrzymuje Order Orła Białego z rąk prezydenta Bronisława Komorowskiego (Kraków, 17 stycznia 2011)

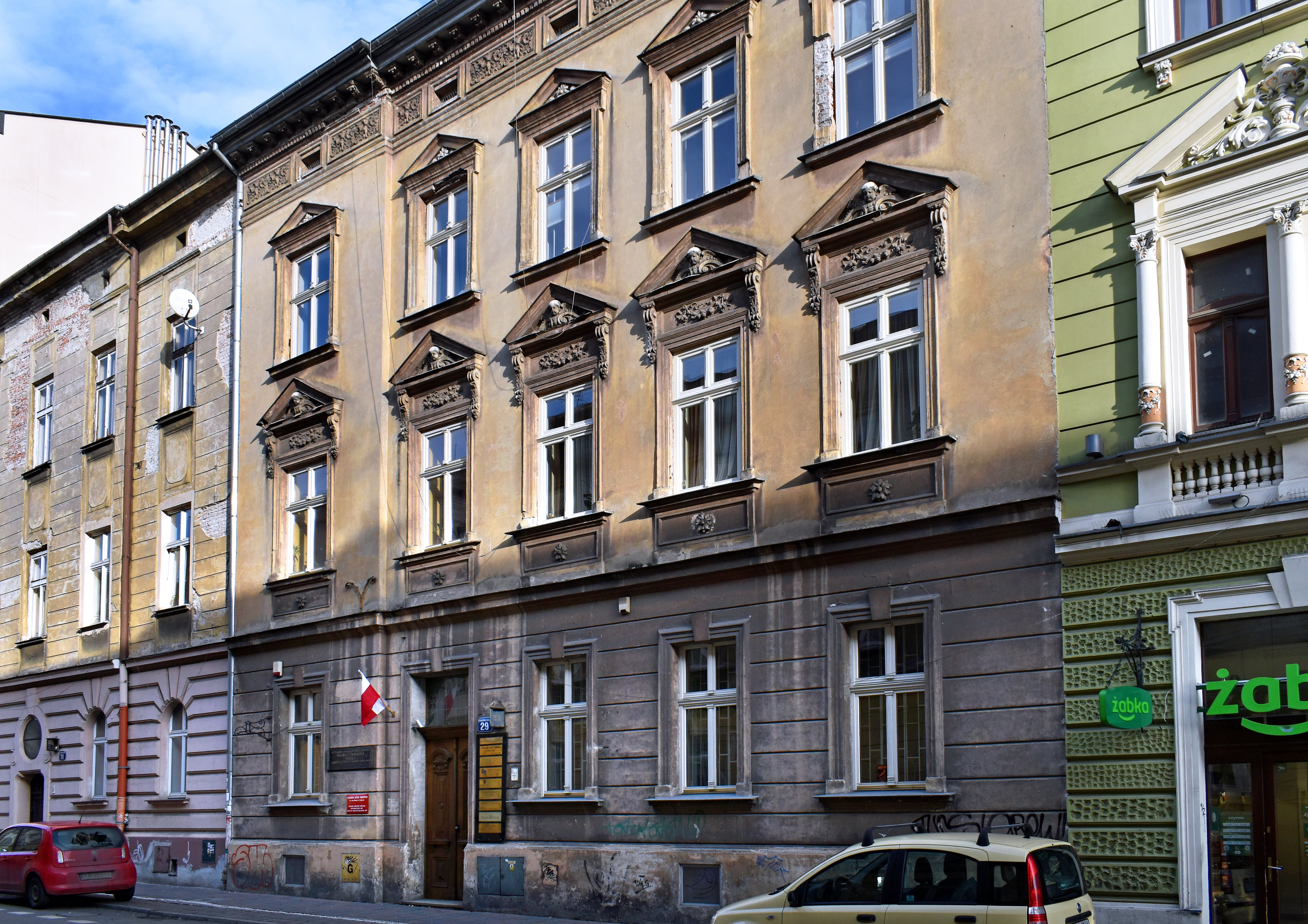
Kamienica Szymborskich,
ul. Radziwiłłowska 29 w Krakowie

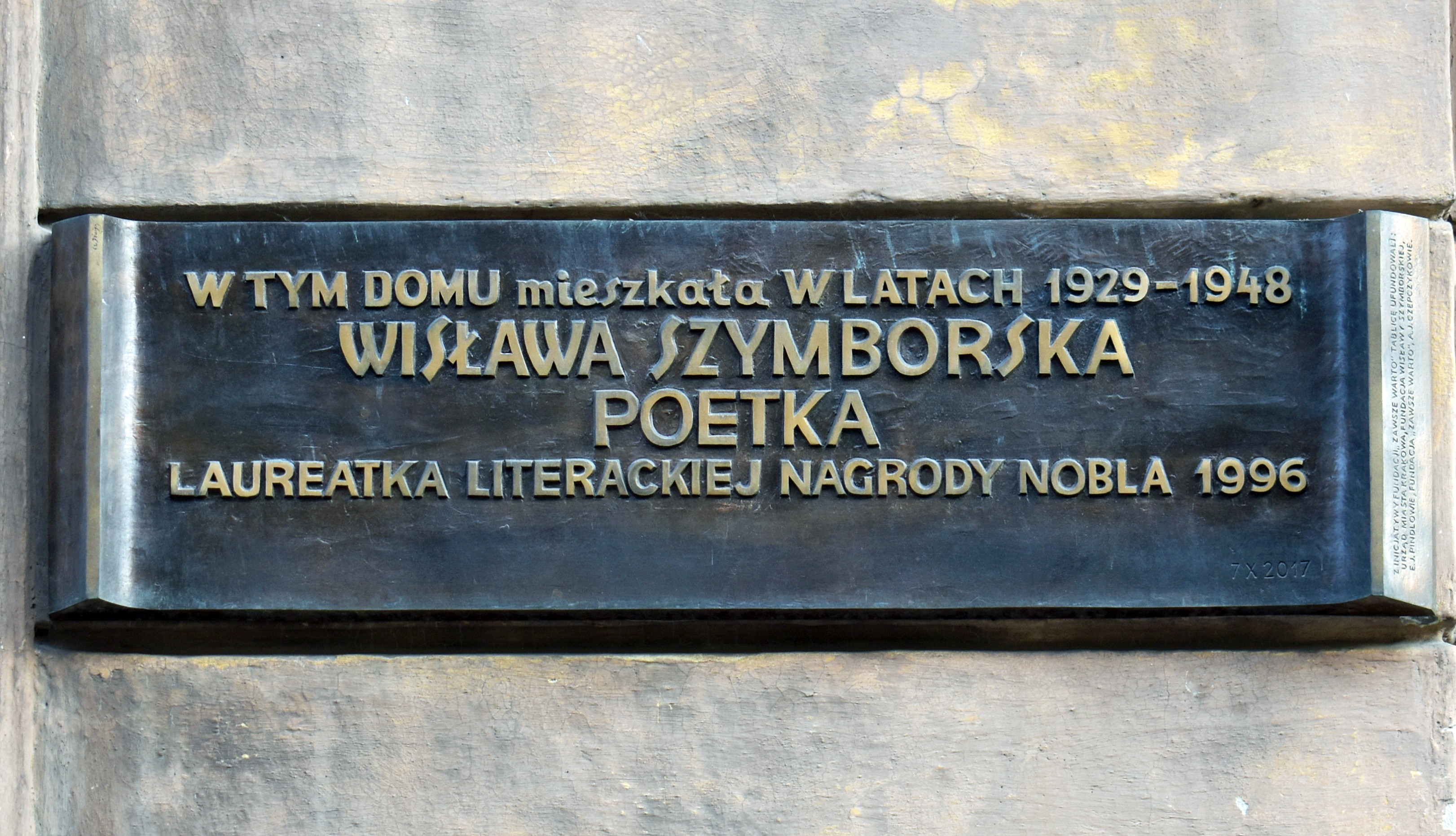
Tablica pamiątkowa na kamienicy przy ul. Radziwiłłowskiej 29

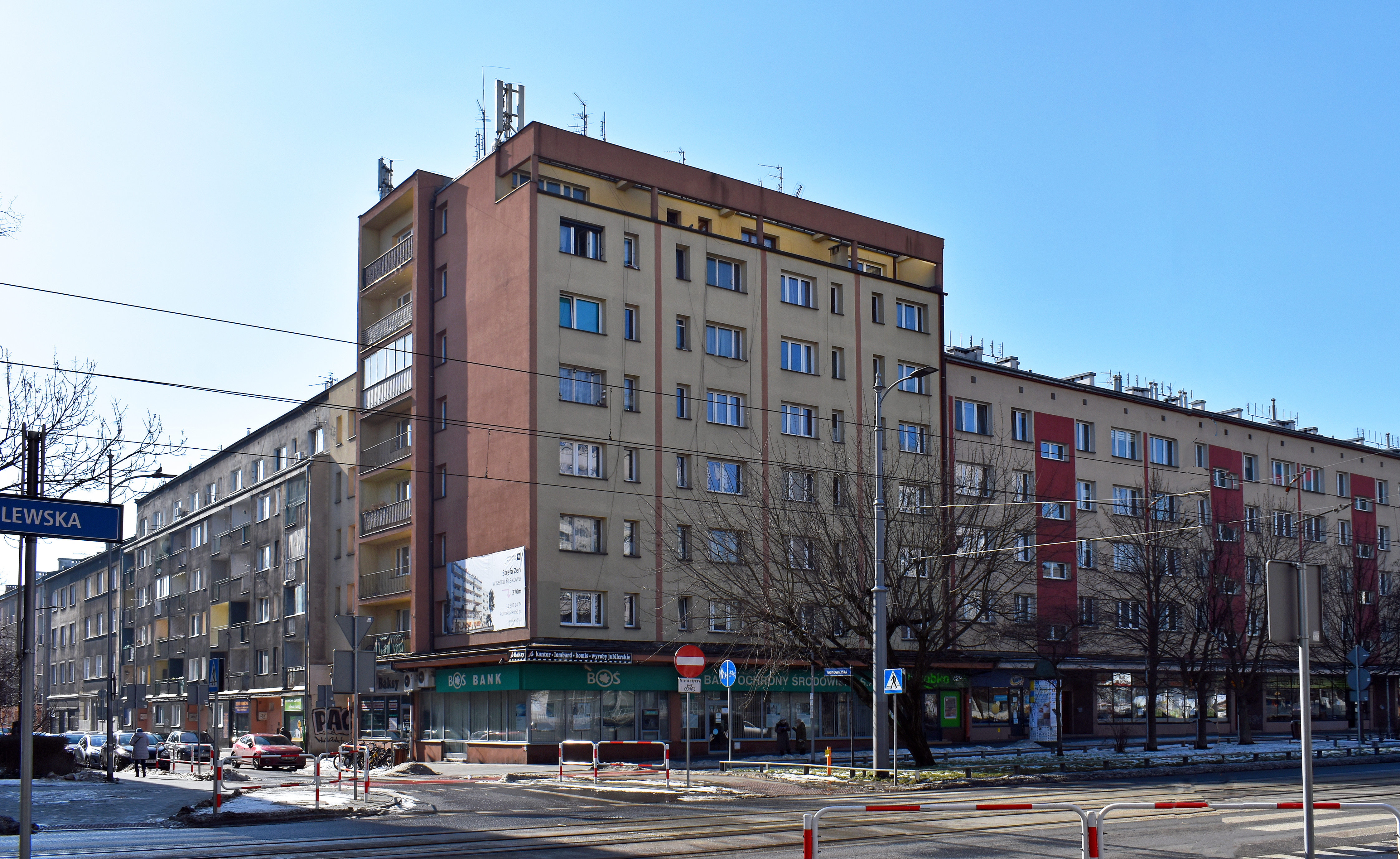
Kamienica Kraków ul. Królewska 82.
Mieszkali w niej: Wisława Szymborska w latach 1963–1982 oraz Wojciech Jerzy Has w latach 1964–1972.

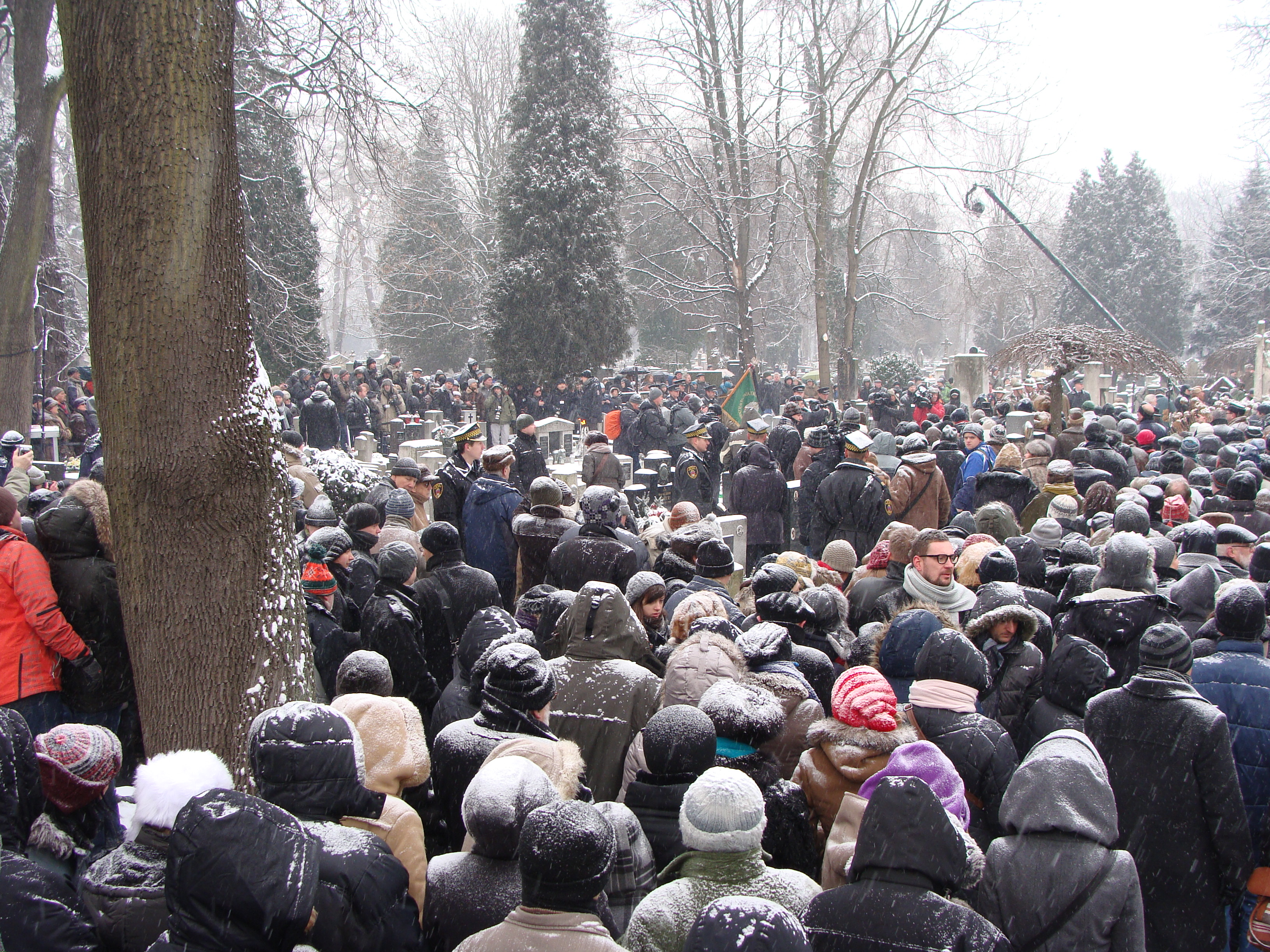
Świecka ceremonia pogrzebowa Wisławy Szymborskiej na cmentarzu Rakowickim

Pierwsze wiersze opublikowała w krakowskim „Dzienniku Polskim”, następnie w „Walce” i „Pokoleniu”. W tych czasach Wisława Szymborska była związana ze środowiskiem akceptującym socjalistyczną rzeczywistość. W latach 1947–1948 była sekretarzem dwutygodnika oświatowego „Świetlica Krakowska” i – między innymi – zajmowała się ilustracjami do książek. W 1949 roku pierwszy tomik wierszy Szymborskiej pt. Wiersze (według innych źródeł Szycie sztandarów) nie został dopuszczony do druku. Cenzura PRL stwierdziła, iż „nie spełniał wymagań socjalistycznych”. Jej debiutem książkowym był wydany w roku 1952 tomik wierszy pt. Dlatego żyjemy. Szymborska została przyjęta do Związku Literatów Polskich. Była także członkinią Stowarzyszenia Pisarzy Polskich. W latach 1953–1981 wchodziła w skład zespołu redakcyjnego tygodnika „Życie Literackie”, gdzie od 1968 roku prowadziła stałą rubrykę „Lektury nadobowiązkowe”, które zostały później opublikowane także w formie książkowej. W latach 1981–1983 była członkinią redakcji krakowskiego miesięcznika „NaGłos”. Kiedy w latach osiemdziesiątych rozwiązane zostało krakowskie „Pismo”, swoje „Lektury nieobowiązkowe” publikowała we wrocławskim miesięczniku „Odra”. W tymże miesięczniku zamieściła też w 1991 roku wiersz „Kot w pustym mieszkaniu” napisany po śmierci swojego partnera Kornela Filipowicza.
Szymborska była nierozerwalnie związana z Krakowem i wielokrotnie podkreślała swoje przywiązanie do tego miasta. Orędownikiem poezji Szymborskiej w Niemczech był Karl Dedecius, tłumacz literatury polskiej. W twórczości Wisławy Szymborskiej ważne miejsce zajmują także limeryki, z tego względu zasiadała ona w Loży Limeryków, której prezesem jest jej sekretarz Michał Rusinek. Wisława Szymborska uznawana jest również za twórczynię i propagatorkę takich żartobliwych gatunków literackich, jak lepieje, moskaliki, odwódki i altruiki. Należy do najczęściej tłumaczonych polskich autorów. Jej książki zostały przetłumaczone na 42 języki.
23 września 2012 w radiowej Trójce zostały wyemitowane niepublikowane dotąd wiersze Szymborskiej.

## Krytyka
W okresie stalinizmu zaliczana do Pryszczatych, grupy młodych pisarzy przełomu lat 40. i 50., entuzjastycznych propagatorów realizmu socjalistycznego, którzy za główne zadanie literatury przyjmowali wspieranie aparatu władzy we wprowadzaniu w polskim społeczeństwie ustroju socjalistycznego.
Jej podpis obok podpisów 52 innych członków krakowskiego koła Związku Literatów Polskich znalazł się pod rezolucją w sprawie procesu krakowskiego.

## Twórczość

### Tomy poetyckie
- Dlatego żyjemy (1952)
- Pytania zadawane sobie (1954)
- Wołanie do Yeti (1957)
- Sól (1962)
- Sto pociech (1967)
- Wszelki wypadek (1972)
- Wielka liczba (1976)
- Ludzie na moście (1986)
- Koniec i początek (1993)
- Chwila (2002) - Finał Nagrody Literackiej Nike 2003[33]
- Dwukropek (2005) - Nominacja do Śląskiego Wawrzynu Literackiego 2006, Finał Nagrody Literackiej Nike 2006[34]
- Tutaj (2009) - Nominacja do Nagrody Literackiej Nike 2010[35]
- Wystarczy (2012)
- Czarna piosenka (2014) - na podstawie maszynopisu

### Zbiory poezji
- 101 wierszy, 1966
- Wiersze wybrane, 1964
- Poezje wybrane, 1967
- Poezje: Poems (edycja dwujęzyczna polsko-angielska), 1989
- Widok z ziarnkiem piasku, 1996
- Sto wierszy – sto pociech, 1997
- Miłość szczęśliwa i inne wiersze, 2007
- Wiersze wybrane (Wydawnictwo A5 K. Krynicka, ISBN 978-83-61298-26-7), 2010
- Milczenie roślin, 2011, 2012 (2. wyd.)
- Wiersze wszystkie, (Znak) 2023[36]

### Inne
- Lektury nadobowiązkowe, 1973, razem sześć wydań – cykl felietonów
- Nowe lektury nadobowiązkowe. 1997-2002, Kraków, Wydawnictwo Literacie, 2002 – cykl felietonów
- Wszystkie lektury nadobowiązkowe, Kraków, Wydawnictwo Znak, 2015
- Rymowanki dla dużych dzieci, Kraków, Wydawnictwo a5, 2003, ISBN 83-85568-59-X – zbiór limeryków, moskalików i innych krótkich form poetyckich, a także kolaży autorki
- Błysk rewolwru, Warszawa, Agora, 2013, ISBN 978-83-268-1248-4 – zbiór utworów i rysunków z młodości, a także utworów niepoważnych z okresu późniejszego w tym limeryki, rajzefiberki (neologizm wprowadzony przez redaktorów książki), altruitki, lepieje wraz z podgatunkiem lepiej hotelowy (podobnie neologizm) i adoralia.

Listy:
- Karteczki własnego wyrobu: listy Wisławy Szymborskiej do Tadeusza Zakrzewskiego w Toruniu, Toruń, Centrum Sztuki Współczesnej Znaki Czasu, 2012, ISBN 978-83-62881-30-7 – pod redakcją Zefiryna Jędrzyńskiego.
- Listy. Najlepiej w życiu ma twój kot, Kraków, Wydawnictwo Znak, 2016, ISBN 978-83-240-4361-3 – korespondencja Wisławy Szymborskiej i Kornela Filipowicza.
- Jacyś złośliwi bogowie zakpili z nas okrutnie: korespondencja 1955-1996, Kraków, Wydawnictwo a5, 2018, ISBN 978-83-65614-15-5 – korespondencja Wisławy Szymborskiej i Zbigniewa Herberta.
- Tak wygląda prawdziwa poetka, podciągnij się! Listy, Wydawnictwo Znak, 2019, ISBN 978-83-240-5950-8 – korespondencja Wisławy Szymborskiej i Joanny Kulmowej.

## Ordery i odznaczenia
- Order Orła Białego (13 stycznia 2011)[37][38]
- Krzyż Kawalerski Orderu Odrodzenia Polski (1974)
- Złoty Krzyż Zasługi (19 lipca 1955)[39]
- Złoty Medal „Zasłużony Kulturze Gloria Artis” (3 października 2005)[40][41]
- Złoty Medal Honorowy za Zasługi dla Województwa Małopolskiego (2012, pośmiertnie)[42]
- Medal ZAiKS-u (1996)[43]
- Medal 90-lecia ZAiKS-u (2009)[43]

## Nagrody i wyróżnienia
- Nagroda Miasta Krakowa (1954)
- wyróżnienie Podkomitetu Literatury i Sztuki Nagrody Państwowej za tomy poezji Dlatego żyjemy i Pytania zadawane sobie (1955)[44]
- Nagroda literacka ZAiKS-u dla tłumaczy (1990)[43]
- Nagroda Fundacji im. Kościelskich - przyznana wyjątkowo, jednorazowa Nagroda im. Zygmunta Kallenbacha za najwybitniejszą książkę ostatniego dziesięciolecia (1990)[45]
- Nagroda Goethego (1991)
- Nagroda im. Herdera (1995)
- Nagroda PEN Clubu za twórczość poetycką (1995)[46]
- doktor honoris causa Uniwersytetu im. Adama Mickiewicza w Poznaniu (27 lutego 1995)[47] – jedyny doktorat honorowy, który przyjęła poetka[48]
- Nagroda Miast Partnerskich Torunia i Getyngi im. Samuela Bogumiła Lindego (1996)
- Nagroda Nobla w dziedzinie literatury (przyznana 3 października 1996, wręczona w Sztokholmie 9 grudnia 1996). Komitet Noblowski w uzasadnieniu przyznania poetce nagrody napisał: „za poezję, która z ironiczną precyzją pozwala historycznemu i biologicznemu kontekstowi ukazać się we fragmentach ludzkiej rzeczywistości”[49]
- tytuł Człowiek Roku tygodnika „Wprost” (1996)
- Honorowe Obywatelstwo Stołecznego Królewskiego Miasta Krakowa[50] (1997)
- Dziecięca Nagroda „Serca” za pomoc dla świdnickich dzieci. Za pośrednictwem Jacka Kuronia i jego Fundacji „Pomoc Społeczna SOS” przekazała część Nagrody Nobla na zakup okien do budowanego w Świdnicy Europejskiego Centrum Przyjaźni Dziecięcej.

## Laudacja Noblowska
„W Wisławie Szymborskiej Szwedzka Akademia chce uhonorować przedstawicielkę niezwykłej czystości i siły poetyckiego spojrzenia. Poezji jako odpowiedzi na życie, sposobu na życie, pracy nad słowem jako myślą i wrażliwością. Wiersze Wisławy Szymborskiej to perfekcja słowa, wysoce wycyzelowane obrazy, myślowe allegro ma non troppo, jak nazywa się jeden z jej wierszy. Jednak ciemności, której nie ulegają one bezpośrednio, wyczuwa się w nich tak, jak ruch krwi pod skórą”.

## Upamiętnienie

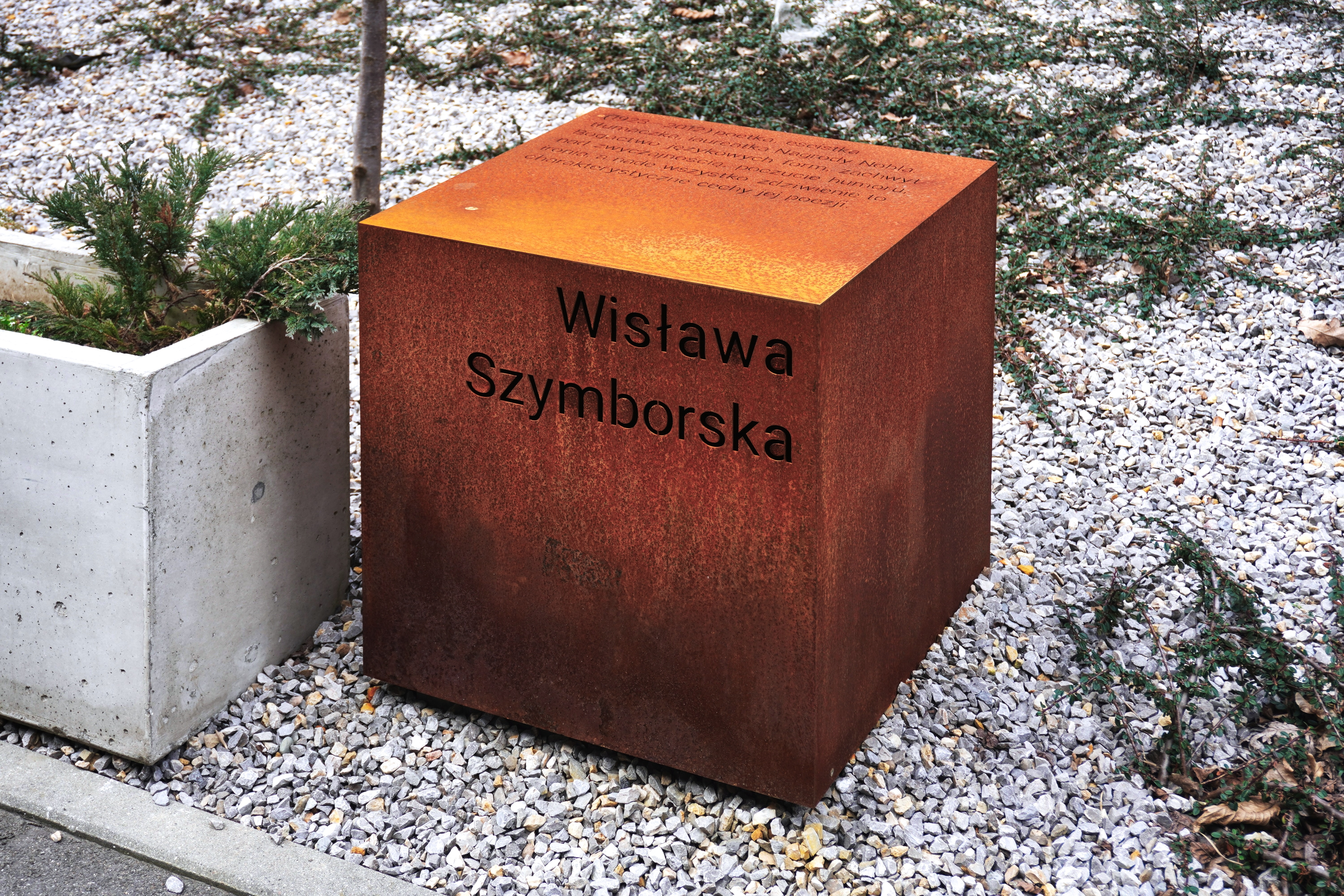
Pomnik-sześcian upamiętniający Wisławę Szymborską przy ulicy Poetów na osiedlu Wizjonerów w Krakowie

- Przy wejściu do kawiarni Nowa Prowincja w Krakowie (w której regularnie bywała Wisława Szymborska) od marca 2014 znajduje się Domofon poezji, na którym można odtworzyć nagranie poetki czytającej własny wiersz[52][53][54];
- Jej limeryki zainspirowały Annę Molgę do prac, które zaprezentowała na wystawie „Focus Szymborska” w Beletage Galerie w Berlinie[55];
- „Wir i napromieniowanie tęczą – Hommage a Wisława Szymborska” to tytuł muralu znajdującego się w gdańskiej dzielnicy Zaspa-Młyniec, wykonanego przez włoskiego artystę posługującego się pseudonimem „Opiemme”[56];
- Dla upamiętnienia Wisławy Szymborskiej, m.in. jako autorki wiersza „Otwornice”, w 2018 jeden z nowo odkrytych gatunków otwornic nazwano Cyrea szymborska[57][58];
- 6 października 2017 na elewacji kamienicy przy ulicy Radziwiłłowskiej 29 w Krakowie odsłonięta została tablica poświęcona pamięci Wisławy Szymborskiej. Autorem tablicy jest rzeźbiarz prof. Czesław Dźwigaj[59];
- W Krakowie w kwietniu 2012 roku, na mocy testamentu pozostawionego przez Noblistkę, została założona Fundacja Wisławy Szymborskiej. Od 2013 roku Fundacja przyznaje Nagrodę im. Wisławy Szymborskiej za tom poetycki wydany w języku polskim lub przełożony na język polski, w ramach Funduszu Zapomogowego udziela pomocy finansowej pisarzom i tłumaczom w trudnej sytuacji materialnej oraz przyznaje Nagrodę im. Adama Włodka młodym pisarzom, tłumaczom oraz literaturoznawcom[60];
- W ramach projektu Kody Miasta poetka jest patronem literackim ławeczki w Krakowie na Plantach. Projekt ten jest realizowany przez Krakowskie Biuro Festiwalowe, operatora tytułu Kraków Miasto Literatury UNESCO, którym Kraków został uhonorowany w 2013 roku[61];
- W 2013 roku w Kórniku odsłonięto pomnik-ławeczkę Wisławy Szymborskiej na promenadzie im. Wisławy Szymborskiej. Autorami ławeczki są: Piotr Mastalerz i Dawid Szafrański[62];
- W mieszkaniu przy ulicy Piastowskiej 46 w Krakowie, w którym poetka spędziła 15 ostatnich lat życia (od 1997), w ramach projektu Rezydencje u Szymborskiej realizowanego przez Wrocławski Dom Literatury we współpracy z Fundacją Wisławy Szymborskiej, okresowo zamieszkują literaci, dziennikarze[60]
- W wielu polskich miastach jest patronką ulic np. w Białymstoku, Inowrocławiu, Olsztynie, Słupsku[63];
- W 2014 roku na Domu Pracy Twórczej „Astoria” w Zakopanem odsłonięto tablicę poetki, na której napisano: „W tym domu 3 października 1996 roku Wisławę Szymborską zaskoczyła wiadomość o Nagrodzie Nobla”[64];
- Justyna Budzyn, artystka zajmująca się ceramiką, mozaikami i rzeźbą ceramiczną jest autorką projektu łączącego poezję Szymborskiej ze sztuką: „Mapa Szymborskiej” albo „z humorem i bez patosu-śladami Szymborskiej”. Od 2019 roku powstają ceramiczne mozaiki z fragmentami wierszy poetki. Umieszczane są w miejscach związanych z noblistką. Do 2020 roku zostały zrealizowane cztery prace. Trzy z nich umieszczono w okolicach Gorców (Szymborska często wypoczywała w Lubomierzu-Rzeki): pierwsza inspirowana wierszem „Hania” – na czarnym szlaku z Lubomierza na Kudłoń i dalej na Turbacz, druga inspirowana wierszem „Upamiętnienie” – na jednej z bacówek przy żółtym szlaku wiodącym z Jamnego na przełęcz Przysłop, trzecia inspirowana wierszem „Rzeka Heraklita” – nad rzeką Kamienicą, przy biwaku Wiatrówki[65]. Czwarta mozaika znajduje się w Kórniku na promenadzie im. Wisławy Szymborskiej, inspirowana wierszem „Kizia”. Artystka planuje kontynuację projektu[66];
- Poczta Polska wydała następujące znaczki z wizerunkiem Wisławy Szymborskiej[67]:
  - 1996 rok – na znaczku przedstawiono podobiznę Wisławy Szymborskiej na tle pejzażu z drzewem odbijającym się w wodzie oraz napis Literacka Nagroda Nobla 1996. Autorem projektu jest Janusz Wysocki
  - 2001 rok – w serii Polskie Milenium na znaczku umieszczono wizerunki Wisławy Szymborskiej i Mikołaja Reja
  - 2003 rok – w cyklu Polonica na polskim znaczku znajduje się znaczek szwedzki wydany przez Pocztę Szwedzką w roku 2000 z portretem Noblistki. Autorem rytu znaczka jest Czesław Słania
  - 2023 rok – znaczek projektu Rocha Stefaniaka przedstawiający poetkę o nominale 3,90 zł w dwóch wariantach i łącznym nakładzie 144 tys. sztuk[68].
- Uchwałą Senatu RP X kadencji z 16 listopada 2022, rok 2023 ustanowiono „Rokiem Wisławy Szymborskiej”[69].
- 2 lipca 2023, w 100. urodziny poetki, w Krakowie został otwarty Park im. Wisławy Szymborskiej przy ulicy Karmelickiej[70].

## Publikacje o Szymborskiej
- Stanisław Balbus, Świat ze wszystkich stron świata. O Wisławie Szymborskiej. Wydawnictwo Literackie, Kraków, 1996. ISBN 83-08-02672-9.
- Małgorzata Baranowska, Tak lekko było nic o tym nie wiedzieć... Szymborska i świat, Wydawnictwo Dolnośląskie, 1996.
- Urszula Biełous, Szymborska (publikacja w jęz. francuskim; tłum. Barbara Grzegorzewska), Agencja Autorska, 1974.
- Anna Bikont, Joanna Szczęsna, Wisławy Szymborskiej pamiątkowe rupiecie, przyjaciele i sny, Prószyński i S-ka, 1997 [2 wydania], ISBN 83-7180-095-9, ISBN 83-7180-095-9; wydanie 3 zmienione i uzupełnione 2003, ISBN 83-7337-571-6; wydanie holenderskie pt. Wislawa Szymborska. Prullaria, dromen en vrienden, De Geus, 2007, ISBN 90-445-2777-0.
- Anna Bikont, Joanna Szczęsna, Pamiątkowe rupiecie. Biografia Wisławy Szymborskiej, Znak 2012, ISBN 978-83-240-1931-1.
- Anna Bikont, Joanna Szczęsna, Wisława Szymborska (książka towarzysząca albumowi Wisława Szymborska, wyd. Agora SA, 2010).
- Janusz Drzewucki: Gdzieś obok, poza wszystkim oraz Radość pisania i radość czytania, w książce: Smaki słowa. Szkice o poezji. Wydawnictwo Dolnośląskie, Wrocław 1999. ISBN 83-7023-744-4.
- Wojciech Ligęza, O poezji Wisławy Szymborskiej. Świat w stanie korekty, Kraków: Wydawnictwo Literackie, 2002, ISBN 83-08-03191-9.
- Ryszard Matuszewski, Wisławy Szymborskiej dary przyjaźni i dowcipu, Oficyna Wydawnicza „AURIGA” 2008, ISBN 978-83-922635-8-6.
- Tadeusz Nyczek, 22 x Szymborska, Wydawnictwo a5, 1997, ISBN 83-85568-34-4; wydanie rozszerzone pt. Tyle naraz świata. 27 x Szymborska: Wydawnictwo a5, 2005, ISBN 83-85568-77-8.
- Artur Sandauer, Na przykład Szymborska, [w:] Liryka i logika, Warszawa: Państwowy Instytut Wydawniczy, 1971.
- Artur Sandauer, Pogodzona z historią, [w:] Poeci czterech pokoleń, Kraków: Wydawnictwo Literackie, 1977.
- Marian Stala: Kot i puste mieszkanie, w książce: Druga strona. Notatki o poezji współczesnej, Wydawnictwo Znak, Kraków 1997. ISBN 83-7006-649-6.
- Michał Rusinek: Nic zwyczajnego, Wydawnictwo Znak, Kraków 2016.
- W 2020 roku ukazała się książka biograficzna wydana przez Wydawnictwo Znak – Szymborska. Znaki szczególne. Biografia wewnętrzna, napisana przez Joannę Gromek-Illg[71][72].
- Michał Rusinek: Szalik. O Wisławie Szymborskiej dla dzieci, Zygzaki, Poznań 2023[73].

## Szymborska w piosenkach
- 1965: Łucja Prus: piosenka do tekstu wiersza „Nic dwa razy” wykonana na Międzynarodowym Festiwalu Piosenki w Sopocie
- 1979: Magda Umer: piosenka do tekstu wiersza „Buffo” (album Dedykacja)
- 1991: Pabieda: piosenka do fragmentu tekstu wiersza „Dzieci epoki” (album To jeszcze nie koniec!)
- 1994: Maanam: tekst utworu „Nic dwa razy”[74] (album Róża)
- 1995: Grzegorz Turnau: To tu, to tam (tekst utworu Atlantyda).
- 2010: 4-płytowy album Wisława Szymborska, wyd. Agora SA (na dwóch płytach Szymborska czyta swoje wiersze, na trzeciej dziewięciu wykonawców śpiewa dziesięć piosenek z tekstami Szymborskiej, na czwartej – DVD – znajduje się film dokumentalny Chwilami życie bywa znośne. Przewrotny portret Wisławy Szymborskiej Katarzyny Kolendy-Zaleskiej).
- Zbigniew Zamachowski - „Miłość od pierwszego wejrzenia"
- 2013: Na Bani: piosenka do tekstu wiersza „Do zakochanej nieszczęśliwie”; (muz. Izolda Trojanowska)
- 2014: „Wisława Szymborska” – Jacek Stęszewski
- 2015: Kapela Ogórki – „Nic dwa razy”
- 2018: Pablopavo & Ludziki – „W przytułku”
- 2020: Zespół Trochę o Duszy – „Nagrobek”
- 2021: Zespół Trochę o Duszy – „Nienawiść”
- 2022: Sanah – „Nic dwa razy”

## Szymborska w filmie
- 2014: Beata Poźniak – film eksperymentalny „People on the Bridge” na podstawie wiersza „Ludzie na moście”[75][76][77]